# Steinway CD-318
Le Steinway CD-318 est un piano de concert modèle D fabriqué par le facteur Steinway & Sons. Il est connu pour avoir été l'instrument favori du pianiste Glenn Gould avant qu'une chute en 1971 n'abîme l'instrument.

## Description

### Technique
Le Steinway CD-318 est un exemplaire de piano de concert modèle D fabriqué par Steinway & Sons. Son numéro de série de D #271146.
La fabrication de l'instrument est terminée en septembre 1930 dans les ateliers Steinway & Sons de New York.
Le pianiste Glenn Gould a commandé plusieurs modifications du CD-318 afin notamment d'adapter la sonorité du piano à certains répertoires,. Les mécanismes de l'instrument ont par exemple été modifiés afin de rapprocher les marteaux des cordes du piano. Selon le musicologue Michael Stegemann, cette transformation engendre davantage de clarté dans le son produit par l'instrument. Toutefois, Glenn Gould indique que si les transformations ont affecté la sonorité de l'instrument, elles ne l'ont pas radicalement modifiées. Les caractéristiques fondamentales de cet exemplaire sont donc restées les mêmes.
Une chute en 1971 a occasionné des dégâts au CD-318, notamment quatre fissures au niveau du cadre et des cassures dans la table d'harmonie. Malgré des réparations, le piano ne retrouve pas parfaitement sa sonorité antérieure ni la réactivité de ses mécanismes,,,. 

### Sonorité
Pour Glenn Gould, le CD-318 présente un son particulièrement brillant. Le soliste rapproche d'ailleurs ce piano d'un clavecin,,,.

### Techniciens
Franz Mohr, le technicien responsable des pianos de concert chez Steinway & Sons, a été en chargé de l'instrument. Il devait notamment s'en occuper lorsque le piano était envoyé à New York pour des révisions ou des réparations plus conséquentes. C'est notamment sous la direction de Franz Mohr que l'atelier Steinway & Sons s'est occupé de remettre l'instrument en état après sa chute en 1971,.
Durant la période d'utilisation du CD-318 par Glenn Gould, c'est à l'accordeur Verne Edquist qu'est confié le réglage de l’instrument lorsqu'il se trouve à Toronto,,. Après la chute et la remise en état du piano, Verne Edquist tentera avec Glenn Gould de retrouver le son antérieur du CD-318, mais les deux hommes ne parviendront pas à découvrir ce réglage,.

## Histoire
Après sa fabrication en 1930 à New York, le CD-318 est envoyé au vendeur spécialisé de Toronto Paul Hahn & Co. en mars 1931. Il est exposé au magasin Eaton de Toronto, dans la galerie dévolue aux pianos. Il est vraisemblable que l'instrument y soit resté jusqu'en 1945.
En juin 1945, la CBC acquiert le CD-318. Le média canadien utilise alors le piano pour les performances artistiques retransmises en direct à la radio. Durant cette période, l'instrument est régulièrement déplacé selon les besoins d'enregistrement de la CBC. Entre deux déplacements, il est entreposé dans les locaux de l'entreprise, à la bibliothèque musicale située dans les coulisses de l'auditorium Eaton, et accessible pour des répétitions.
Le jeune Glenn Gould a l'occasion de jouer sur le piano en 1946 avec l'orchestre symphonique de Toronto. Toutefois, les années suivantes, le CD-318 ne sert que rarement pour des enregistrements ou des répétitions,.
C'est en 1960, Glenn Gould retrouve l'instrument entreposé dans les coulisses de l'auditorium Eaton. Fasciné par le son de l’instrument et sa réactivité, le pianiste canadien en fait son instrument principal,. Il joue presque exclusivement sur celui-ci jusqu'à la chute du CD-318 en 1971,,,.
En 1971, l'instrument tombe lors d'un transport,,. Cette chute occasionne plusieurs dégâts, notamment une fissure du cadre en fonte de l'instrument,. Le CD-318 nécessite plusieurs mois de travail par l'atelier Steinway & Sons sous la direction de Franz Mohr pour revenir dans un état satisfaisant. Toutefois, l'instrument ne retrouve pas complètement la sonorité attendue par Glenn Gould, malgré les tentatives de réglage de l'accordeur Verne Edquist,,,. Ainsi, le soliste canadien délaissera le CD-318 pour son dernier enregistrement des variations Goldberg en 1981,,,.
En 1973, Glenn Gould achète le CD-318 à Steinway & Sons qui souhaitait résilier le contrat de location. Malgré cette acquisition, le pianiste joue de moins en moins sur l'instrument qui n'offre plus la même sonorité qu'avant la chute.
À la mort de Glenn Gould en 1982, le CD-318 ainsi que la chaise du pianiste sont transférées à la Bibliothèque et aux Archives du Canada.
Le CD-318 est cédé par l'institution au Centre national des Arts d'Ottawa en 2012. À l'exception de travaux en 2016, le piano est exposé au public depuis cette date,,,.